# 塚田亮一
塚田 亮一（つかだ りょういち、1974年8月1日 - ）は、神奈川県横浜市出身の餃子評論家、フードジャーナリスト。
マツコの知らない世界の餃子案内役や、お願い!ランキング GOLDでは餃子ランキングの審査員を務めるなどTVやラジオにも多数出演。餃子専門WEB東京餃子通信編集長。

## 人物
「餃子は完全食」のスローガンのもと、美味しい餃子を求めてどこまでも日々食べ歩く。首都圏はもとより、宇都宮、浜松、福島などの餃子タウン、さらには世界中の餃子風料理までを網羅し、これまで食べ歩いた餃子店の数は3000店以上。
長年の研究からたどり着いた手作り餃子を披露する事もしばしば。
IT系企業に勤めるかたわら2010年に餃子専門WEB東京餃子通信を開設し編集長を務める。
趣味のマラソンを活かし、餃子専門店を走って巡る「餃子マラニック」を主催するなど、作って、食べて、走れる、餃界のオールラウンダーを名乗る。
2016年、テレビ東京「イチゲンさん“おはつ”できますか?」にて行われた餃子マニアNO.1決定戦で優勝を飾る。

## 活動・出演

### TV
- TBS マツコの知らない世界[9](2015年1月6日)
- BS4 中川翔子のマニア★まにある[10](2015年7月4日)
- TX ABChanZoo[11](2015年5月3日)
- TX なないろ日和![12](2015年9月7日)
- EX グッド!モーニング[13](2016年10月13日)
- TBS ペコジャニ∞![14](2017年4月27日)
- J-WAVE Seasons[15](2017年6月18日)
- NTV ヒルナンデス!
- BSP ザ少年倶楽部 プレミアム
- BSフジ 極皿食の因数分解 餃子編
- TX L4you!
- NBN しゃべるレストラン 食べあるキングの推しメシ
- MXTV 5時に夢中
- TX 有吉、やってみよう！[16]2017年9月16日
- EX オータケ・サンタマリアの100まで生きるつもりです[17](2019年3月5日)
- NTV シューイチ[18](2019年5月12日)
- EX バナナマンのドライブスリー[19](2019年8月14日)
- CX 所JAPAN[20](2020年1月13日)
- TBS 王様のブランチ[21](2020年3月28日)
- AbemaTV 藤森・チョコプラの買えるABEMA[22](2020年4月9日)
- TBS マツコの知らない世界(2021年10月12日)
- TBS ラヴィット! (2024年1月22日)
- NHKWORLD JAPAN DELISH[23](2024年10月24日)

### ラジオ
- TOKYOFM ピートの不思議なガレージ[24](2017年4月15日)
- TBSラジオ デイ・キャッチ!
- NACK5 monaka
- J-WAVE ワンダービジョン
- TBSラジオ 田中みな実　あったかタイム
- TOKYOFM The Lifestyle MUSEUM
- TOKYOFM いいこと、聴いた[25](2024年5月5日)

### 雑誌
- おいしい餃子の店首都圏版(ぴあMOOK)の企画協力[26]（2015年）
- 東京ウォーカー[27]2018年7月6日
- 餃子ウォーカー
- 女性自身
- 餃子の教科書
- エル・ア・ターブル
- 週刊FLASH「餃子の進化論」[28][29](2018年2月27日号)
- dancyu「塚田亮一さんの食べ歩きの原点 珉珉」[30](2018年7月)
- CREA[31]2019年8・9月合併号

### 協力
- 食べあるキング 餃子担当[32](2014年6月～)
- 東京カルチャーカルチャー「東京餃子通信の餃子食べ比べ会！」出演[33](2015年6月14日)
- メシコレ公式キュレーター[34] (2014年8月～2018年6月)
- お取り寄せネット お取り寄せの達人[35](2016年6月～)
- テレビ東京 イチゲンさん「餃子マニアNo.1決定戦」優勝[36](2016年12月11日)
- GINZA（マガジンハウス）[37](2017年7月5日)
- モランボン手作り餃子サイト[38](2018年6月～)
- クラフトビールフェス イベント監修[39](2019年8月)
- 宇都宮の餃子と巨大地下空間をめぐるスペシャルバスツアー開催[40](2019年11月2日)
- サントリー金麦スタイル[41](2020年2月)
- ミツカン 味ぽんfor宇都宮餃子監修[42](2024年7月)

### オリジナルレシピ
- マツコの知らない世界で紹介したレシピ[43](2015年1月11日)
- 和風出汁レシピ「行者にんにく餃子」[44](2017年5月6日)
- 我が家の餃子レシピ「豚肉と野沢菜餃子」[45](2019年7月14日)
- 我が家の餃子レシピ「鶏肉と紅生姜の餃子」[46](2019年7月20日)